# Poké ball

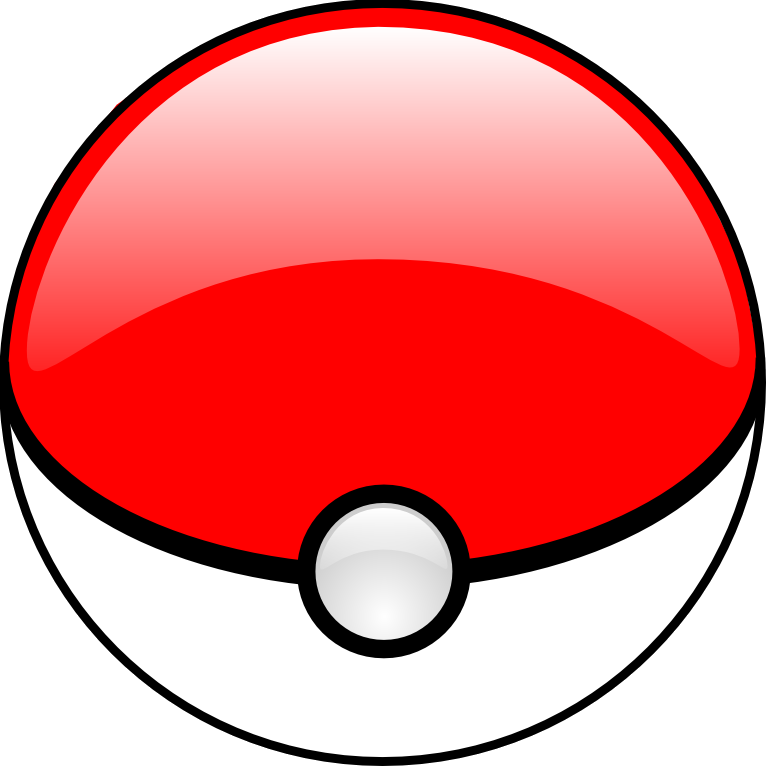
Poké ball (normalny)

Poké ball lub pokéball (jap. モンスターボール monsutābōru; od ang. monster ball) – w grach komputerowych i anime z serii Pokémon przedmiot w kształcie kuli, służący do łapania pokémonów i przechowywania ich, gdy nie są potrzebne. Zwykły poké ball jest dwukolorowy (na górze czerwony, a na dole biały). Posiada przycisk, za pomocą którego może się dopasowywać do dłoni trenera. W poké balle można łapać zarówno małe pokémony jak i te największe. Służą one nie tylko do łapania pokémonów, ale także przechowywania ich. Za pomocą przycisku można wypuszczać pokémony oraz je przywoływać z powrotem. Dzięki poké ballom można przechowywać przy sobie swoje pokémony, które zamknięte w środku zajmują mało miejsca. Można je także w ten sposób łatwo teleportować za pomocą specjalnych teleportów.